# Willie Marshall
Pour les articles homonymes, voir Marshall.
Temple de la renommée LAH : 2006
Wilmott J. Marshall, dit Willie Marshall, né le 1er décembre 1930 à Kirkland Lake en Ontario (Canada) et mort le 2 juin 2023 à Lebanon en Pennsylvanie,, est un joueur de hockey sur glace professionnel canadien.
Durant toute sa carrière en LNH, il a joué pour les Maple Leafs de Toronto. Marshall détient le record de buts marqués dans la Ligue américaine de hockey. Un trophée porte son nom qui récompense le meilleur marqueur de buts de la saison régulière.

En 2006, il est une des sept personnalités de la LAH à être intronisées lors de l'inauguration du temple de la renommée de la LAH.